# Oi Móvel
A Oi Móvel foi o serviço de telefonia móvel da operadora Oi, que atuava em todos estados do Brasil. Foi a primeira operadora do Brasil a usar a tecnologia GSM, primeira a acabar com a multa por mudança de operadora e segunda a vender aparelhos desbloqueados (a primeira foi a Algar Telecom).

## Início
Em março de 2002, foi criada a divisão de telefonia móvel da Telemar, como nome de Oi, após a Telemar participar do leilão de frequências das bandas D e E promovido pela Anatel.
Em 2006, a Telemar deu início a um processo de convergência entre os demais serviços do Grupo Telemar (telefonia fixa e provedor de internet banda larga). Resume-se em integrar em um único pacote, com única cobrança ou único produto todos os serviços que uma residência necessita como por exemplo: serviços de telefonia móvel (celular), serviços de telefonia fixa, acesso internet banda larga; no caso da Oi, acesso ADSL, serviços de ligações longa distância, entre outros. Após sua fusão com a Telemar, sua empresa-mãe, o grupo passou então a  assumir como marca única o nome "Oi" no mercado.
Em dezembro de 2007, a empresa anunciou a compra da Amazônia Celular e passou a ser líder no Norte do País. No mesmo ano, obteve lucro recorde em suas operações de 2,358 bilhões de reais superando em 48,6% o lucro do ano anterior. A empresa atribuiu o grande lucro, principalmente, a ampliação dos clientes em banda larga (Oi Velox) e telefonia celular.
Em 2009, a Oi comprou a Brasil Telecom e passou a operar em todas as unidades federativas do País.
Em 2014, a TNL PCS S/A, subsidiária da Oi foi incorporada pela Oi Móvel.

## Tecnologia
A rede WLAN (Wireless Local Area Network), baseada no padrão IEEE.802 da Oi é a maior do Brasil e da América do Sul; essa infraestrutura possui potencial para oferecer velocidades de até 5,3G. A operadora tem uma rede de fibra ótica de cerca de 350 mil km no país, e está adquirindo novas tecnologias recorrendo ao conceito de conversão da infraestrutura de backbone em rede de acesso, acompanhando a estratégia de lançamento de FTTH em novas cidades.
No ano de 2018 a operadora firmou parceria com a Huawei e Nokia para modernização da rede.
Em novembro de 2018 o Conselho Administrativo de Defesa Econômica (Cade) aprovou a ampliação de acordo da Oi e a TIM para compartilhamento de infraestrutura de redes pelo Brasil. O acordo prevê o uso conjunto de infraestruturas, radiofrequência e amplia o número de sítios (localidade onde se encontra a rede física) a serem compartilhados pelas operadoras.
O Roaming Internacional da operadora está disponível em 190 países.
A Oi em dezembro de 2018 possuía no Brasil 840 municípios atendidos com o 4G exclusivo e mais de 3500 municípios com tecnologia HSPA, (EDGE ou GPRS), e LTE; 2G,3G, e 4G compartilhados.

## Venda da Oi Móvel
Em dezembro de 2020, um consórcio formado pelas operadoras TIM, Claro e Vivo adquiriu a Oi Móvel por R$ 16,5 bilhões. A venda foi analisada e aprovada pela Anatel em 31 de janeiro de 2022, enquanto o CADE analisou e aprovou com ressalvas no dia 9 de fevereiro do mesmo ano.. A partir do dia 20 de abril de 2022, os clientes foram oficialmente "incorporados" pelas operadoras compradoras, com a Oi Móvel sendo contratada para prestar o atendimento até que a dissolução seja concluída. 
A Oi Móvel foi totalmente vendida em 20 de abril de 2022, para as grandes empresas do ramo móvel para Vivo, TIM e Claro. 
As empresas Vivo, TIM, Claro terão que realizar a mudança até o primeiro semestre de 2023 em seus números separados pela própria Oi.
Os DDDs da operadora ficaram divididos da seguinte forma:
- Claro terá 27 DDDs: 13, 14, 15, 17, 18, 27, 28, 31, 33, 34, 35, 37, 38, 43, 44, 45, 46, 47, 48, 49, 71, 74, 77, 79, 87, 91 e 92.

- Vivo terá 11 DDDs: 12, 41, 42, 81, 82, 83, 84, 85, 86, 88 e 98.

- TIM terá 29 DDDs: 11, 16, 19, 21, 22, 24, 32, 51, 53, 54, 55, 61, 62, 63, 64, 65, 66, 67, 68, 69, 73, 75, 89, 93, 94, 95, 96, 98 e 99.